# Dorfkirche Weisen

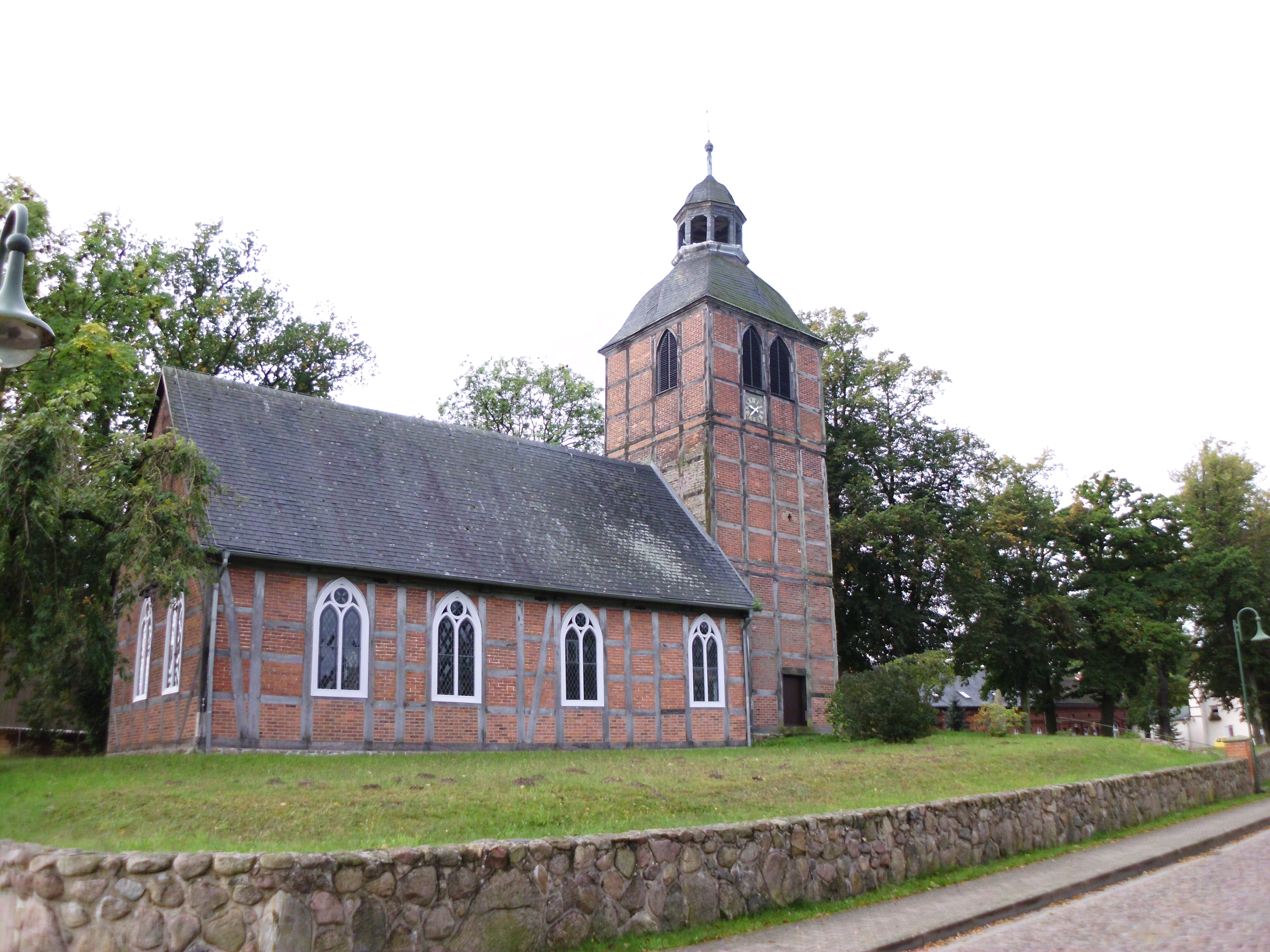
Dorfkirche in Weisen

Die evangelische Dorfkirche Weisen ist eine Saalkirche in Weisen, einer Gemeinde im brandenburgischen Landkreis Prignitz. Die Kirchengemeinde gehört dem Pfarrsprengel Wittenberg-Land im Kirchenkreis Prignitz der Evangelischen Kirche Berlin-Brandenburg-schlesische Oberlausitz an. Das Gebäude steht unter Denkmalschutz.

## Baubeschreibung
Es handelt sich um eine große rechteckige Fachwerkkirche mit Westturm, die im Jahr 1745 unter Verwendung von Hölzern eines Vorgängerbaus von 1592 errichtet wurde. Es gibt Inschriften im Türsturz und auf der Wetterfahne des Turms aus dem Jahr 1746. Der Turm hat eine geschweifte Haube und eine Laterne. An der Südseite befindet sich ein Putzportal mit einem Volutengiebel. Die Schiffsfenster wurden im neugotischen Stil verändert. Das Kranzgesims ist mit sichtbaren Balkenköpfen, einer Schwelle und Füllhölzern profiliert. Im Inneren gibt es ein hölzernes Muldengewölbe. Der Raum unter der Westempore wurde um 1960 als Winterkirche ausgebaut. Eine Restaurierung fand 1994/95 statt.
Das Altarretabel der Kirche zeigt ein Abendmahlsgemälde, das von M.M.P. (M. Maedes aus Seehausen) signiert ist und aus dem Jahr 1695 stammt. Es wird von Säulen und gesägten Wangen flankiert, die ergänzt bzw. erneuert wurden. Im Aufbau des Altars befindet sich ein kleines Gemälde der Auferstehung. Die Kanzel stammt wahrscheinlich aus derselben Zeit und hat einen polygonalen Korb mit gedrehten Weinlaubsäulen auf einem gewundenen Holzfuß. Ein hölzernes, mit Wappen verziertes Epitaph gedenkt von Retzdorff († 1782).

### Taufengel
Zur Ausstattung gehört ein schwebender Taufengel aus dem frühen 18. Jahrhundert. Der Engel hält mit weit nach vorn gestreckten Händen eine flache, gedrehte Schale aus Eichenholz von 1957, welche als Träger für die eigentliche Taufschale dient. Die ursprüngliche Schale war aus Lindenholz geschnitzt und an der Außenseite mit Blättern verziert. Das Gewand des Engels ist weich und fließend gestaltet und in der Taille mit einem Gürtel versehen. Ursprünglich war es weiß und der tuchartige Teil des Gewandes, welcher um die Taille lag, war blau abgesetzt. Der Engel hat eine originale, kreuzförmige Hängeöse mit Beschlagblech im Rücken. Seit der Anschaffung einer Sandsteintaufe im Jahre 1870 wurde der Taufengel nicht mehr benutzt. Bei der gleichzeitigen Erneuerung der Decke gingen die originalen Teile der Hängevorrichtung verloren. Der Engel wurde 1946 wiedergefunden und südwestlich vom Altar aufgehängt. Ein Drahtseil, welches über Rollen auf dem Dachboden läuft, ist mit Gegengewichten beschwert. 1948 erhielt der Engel bei einer Neufassung den weißen Farbton für das Gewand, jedoch wurde das blau abgesetzte Tuch hellgrün gefasst. Der nicht mehr benötigte Taufstein wurde aus der Kirche entfernt und dessen Taufschale aus Zinn für den Engel verwendet. 1963 erhielten der Engel, der Altar und die Kanzel eine erneute Farbfassung, welche die Farbgebung von 1948 wiederholte.